# مارينا بينكومو
مارينا جوزيفينا بينكومو خيمينيز (بالإسبانية: Marena Bencomo)‏ (من مواليد 15 أبريل 1974 في فالنسيا، كارابوبو) عارضة أزياء فنزويلية وحاملة لقب مسابقة ملكة جمال التي توجت ملكة جمال فنزويلا 1996 والوصيفة الأولى بمسابقة ملكة جمال الكون 1997.
في 9 أكتوبر 2014 ، دعيت لتكون من ضمن القضاة في الليلة الأخيرة لمسابقة ملكة جمال فنزويلا 2014 ، التي عقدت في إستديو 1 في فنزفزيون.

## حياتها الشخصية
هناك قابلت زوجها، الرئيس التنفيذي ريتشارد بولتون، الذي تزوجته في ديسمبر 1998. في 15 يوليو 2000 ، تم اختطاف بولتون من قبل القوات شبه العسكرية من «قوات الدفاع الذاتي المتحدة في كولومبيا» أثناء مزرعته. بعد مفاوضات تم إطلاق سراحه في يوليو 2002 ، في فيلافيسينسيو، كولومبيا. للزوجين ابن يدعى جون هنري بولتون بينكومو (2003).

## الروابط الخارجية
- موقع ملكة جمال فنزويلا الرسمي
- موقع ملكة جمال الكون الرسمي

| الجوائز و الإنجازات  | الجوائز و الإنجازات                        | الجوائز و الإنجازات  |
| -------------------- | ------------------------------------------ | -------------------- |
| سبقه تارين مانسيل    | ملكة جمال الكون (مركز الوصيفة الأولى) 1997 | تبعه فيروسكا راميريز |
| سبقه أليسيا ماتشادو  | ملكة جمال فنزويلا 1996                     | تبعه فيروسكا راميريز |
| سبقه جاكلين ديل فالي | كارابوبو 1996                              | تبعه هايدي غارسيا    |